# Морятин
Морятин (пол. Muratyn, Муратин) — село в Польщі, у гміні Лащів Томашівського повіту Люблінського воєводства. Населення — 163 особи (2011).

## Назва
На думку мовознавиці Галини Вишневської, назва села може походити від дохристиянського імені Морята.

## Історія
1687 року вперше згадується церква східного обряду в селі.
За даними етнографічної експедиції 1869—1870 років під керівництвом Павла Чубинського, у селі здебільшого проживали греко-католики, усе населення розмовляло українською мовою.
У 1921 році село входило до складу гміни Лащів Томашівського повіту Люблінського воєводства Польської Республіки. За перепис населення Польщі 10 вересня 1921 року в селі налічувалося 54 будинки та 464 мешканці, з них:
- 214 чоловіків та 250 жінок;
- 404 православні, 55 римо-католиків, 4 юдеї, 1 християнин інших конфесій;
- 355 українців, 105 поляків, 4 євреї.

27 червня 1938 року польська адміністрація в рамках великої акції руйнування українських храмів на Холмщині і Підляшші знищила місцеву православну церкву.
За німецької окупації 1939—1944 років у селі діяла українська школа.
У 1975—1998 роках село належало до Замойського воєводства.

## Населення
Демографічна структура станом на 31 березня 2011 року:
|          | Загалом | Допрацездатний вік | Працездатний вік | Постпрацездатний вік |
| -------- | ------- | ------------------ | ---------------- | -------------------- |
| Чоловіки | 80      | 11                 | 49               | 20                   |
| Жінки    | 83      | 11                 | 38               | 34                   |
| Разом    | 163     | 22                 | 87               | 54                   |